# Mateus I de Constantinopla
Mateus I de Constantinopla (em grego: Ματθαίος Α΄) foi o patriarca grego ortodoxo de Constantinopla de 1397 até 1410. 

## Vida e obras
Mateus foi eleito com o apoio do imperador Manuel II Paleólogo em novembro de 1397. Em 1410, quando Tamerlão iniciou sua guerra contra o sultão otomano Bajazeto I, Mateus I, convencido de que haveria uma vitória turca juntamente com a maioria da população pró-turca, teria supostamente iniciado conversas com o inimigo. Ele conseguiu limpar seu nome lançando uma encíclica na qual ele discute o declínio da moral e dos bons costumes dos cidadãos do Império com base na Epístola aos Coríntios de Paulo.
O patriarca foi então novamente desafiado por ser considerado incapaz de realizar a função pelo clero que apoiava João VII Paleólogo, que, por sua vez, havia se aproveitado da ausência do imperador, em visita ao ocidente desde 1399, para tentar um golpe de estado. Quatro dias depois de retornar, em 14 de junho de 1403, Manuel II conseguiu compelir, à força, seus bispos de volta à obediência.
Mateus morreu em agosto de 1410.